# Phrudocentra vitiosaria
Phrudocentra vitiosaria är en fjärilsart som beskrevs av Paul Dognin 1892. Phrudocentra vitiosaria ingår i släktet Phrudocentra och familjen mätare. Inga underarter finns listade i Catalogue of Life.